# Bristol Boxkite
El Bristol Boxkite (oficialmente Bristol Biplane) fue el primer avión producido por la británica British and Colonial Aeroplane Company (más tarde conocida como Bristol Aeroplane Company). Un biplano propulsor basado en el exitoso Farman III, fue uno de los primeros modelos de aviones que se construyó en cantidad. Como Bristol utilizó este modelo con fines instructivos en sus escuelas de vuelo de Larkhill y Brooklands, muchos de los primeros aviadores británicos aprendieron a volar en un Boxkite. En 1911, el Ministerio de Guerra compró cuatro de ellos y se vendieron ejemplares a Rusia y a Australia. Continuó utilizándose con fines de entrenamiento hasta después del estallido de la Primera Guerra Mundial.

## Diseño y desarrollo

### Antecedentes

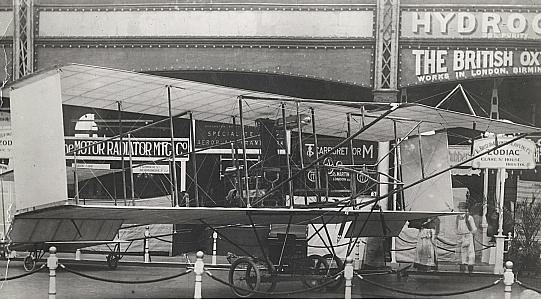
El biplano Zodiac en el Salón Aeronáutico de 1910. La sección del ala, prácticamente sin curvatura, es claramente visible.

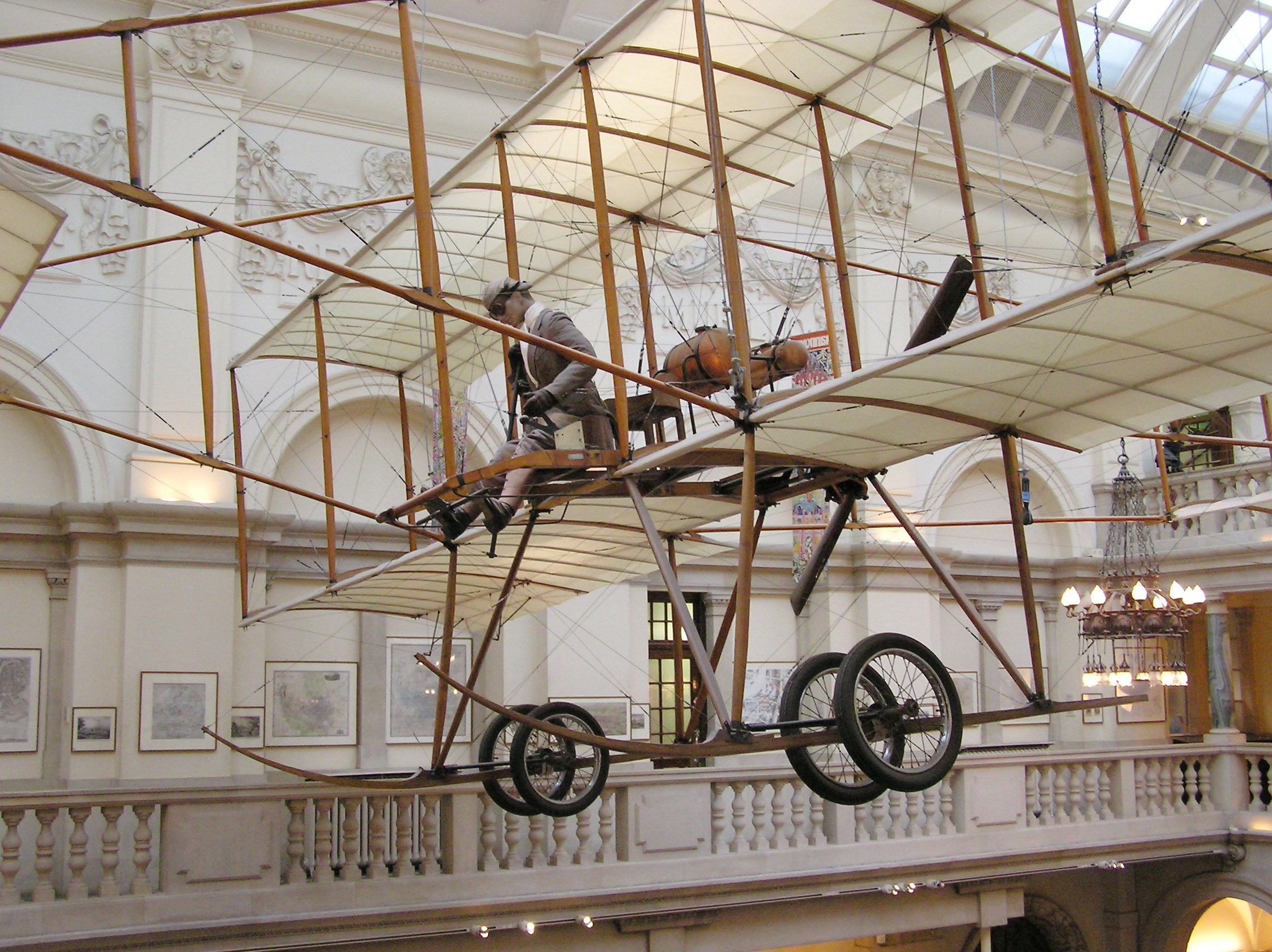
Réplica de Bristol Boxkite (fabricada en 1964) en el Museo de Bristol.

La intención original de Sir George White, fundador y presidente de Bristol Aircraft, era construir copias con licencia del biplano Zodiac, diseñado por Gabriel Voisin. Un ejemplar de este diseño fue importado desde Francia y exhibido por Bristol en el Aero Show de 1910 en Londres en marzo de 1910, y luego llevado a Brooklands para realizar pruebas de vuelo. Los intentos iniciales de hacerlo volar fueron completamente infructuosos. Esto se debió en gran medida a su sección de ala insatisfactoria (la curvatura poco profunda de las alas del Zodiac había sido comentada por la revista de aviación Flight), pero el avión también tenía poca potencia para su peso, y un nuevo conjunto de alas hizo poco para mejorar el rendimiento. Maurice Edmond realizó un breve vuelo el 28 de mayo, pero después de un accidente que dañó su tren de aterrizaje el 10 de junio, fue abandonado, al igual que los trabajos en cinco ejemplares más que se estaban construyendo en la fábrica de Bristol en Filton.
Se le aconsejó a Sir George que adquiriera derechos para construir copias del exitoso biplano Farman. Esto resultó imposible, ya que George Holt Thomas estaba negociando los derechos con la compañía Farman, pero George Challenger, el ingeniero jefe de Filton, creyó que podía producir una copia satisfactoria, ya que los detalles completos de la máquina Farman se habían publicado en Flight. Sir George lo autorizó y Challenger comenzó a trabajar en los dibujos de un nuevo avión. El primer ejemplar se construyó en cuestión de semanas, utilizando algunos componentes de los Zodiac de producción abandonados, y fue entregado a la escuela de vuelo de la compañía en Larkhill, en Salisbury Plain, donde voló por primera vez el 30 de julio de 1910, pilotado por Maurice Edmond. Farman demandó a Bristol por violación de patente, pero los abogados de la compañía alegaron mejoras sustanciales en el diseño en cuestiones de detalles constructivos, y la demanda fue desestimada.

### Diseño
El Boxkite era un biplano de dos vanos con un elevador soportado por botalones delante de las alas y un empenaje formado por un par de estabilizadores horizontales fijos, el superior con un elevador, y un par de timones soportados por botalones detrás del ala. No había superficies verticales fijas. El control lateral se efectuaba mediante alerones en las alas superiores e inferiores. Estos eran de acción simple, con los cables de control dispuestos para tirar de ellos hacia abajo solamente, confiando en el flujo de aire para devolverlos a la posición neutral. Las alas y las superficies horizontales traseras fijas estaban recubiertas por una sola capa de tela: las demás superficies estaban recubiertas por ambos lados.
La potencia normalmente era suministrada por un motor rotativo Gnome de 37 kW (50 hp), aunque también se utilizaron otros motores. El motor estaba montado sobre un par de sólidas vigas de madera montadas sobre el ala inferior: estas continuaban hacia adelante para sostener los asientos, que estaban dispuestos en tándem, con el piloto sentado sobre el borde de ataque del ala. El tren de aterrizaje estaba formado por un par de patines largos, cada uno de ellos con un par de ruedas amortiguadas mediante cuerdas elásticas, y un único patín de cola amortiguado montado debajo del borde de ataque del plano de cola inferior.
Los dos primeros Boxkite, a los que se les asignaron los números de fábrica No. 7 y No. 8, se diferenciaban en detalles de los aviones de producción posteriores; los brazos estabilizadores delanteros estaban arriostrados mediante un par de soportes verticales y estaban unidos a los extremos de los soportes interplanares. Esta disposición fue heredada del Zodiac, siendo necesaria en ese avión porque el larguero delantero del ala no formaba también el borde de ataque. Además, el elevador trasero tenía un borde de fuga recto. El No. 8 también tenía alas de doble superficie; las alas del No. 7 tenían una sola superficie, con las costillas encerradas en bolsillos, como los aviones de producción. El No. 7 fue inicialmente equipado con un Grégoire de 37 kW (50 hp), pero para su primer vuelo fue reemplazado por un Gnome, aunque el Grégoire fue reinstalado posteriormente con fines de realizar pruebas: el número 8 tenía un E.N.V. de 37 kW (50 hp).
Los primeros ejemplares construidos tenían alas superiores e inferiores de igual envergadura, aunque la mayoría de los aviones finalmente producidos tenían un ala superior extendida y fueron conocidos como Military Version. Los ejemplares de este modelo vendidos al Gobierno ruso y el primer avión vendido al Ejército británico estaban equipados con un tercer timón, articulado al soporte interplanar central del borde de ataque del plano de cola, pero esto no se convirtió en estándar.
Se produjeron dos Boxkite modificados con fines competitivos. El primero, el No. 44, era un monoplaza construido para competir en la carrera aérea del Circuit of Europe de 1911 y poseía envergadura reducida y una góndola para el piloto, similar al Bristol Type T. El segundo, el No. 69, fue un rediseño de Gabriel Voisin, que trabajaba como consultor para Bristol. No tenía elevador frontal, poseía cola monoplano con un solo timón y espacio reducido entre las alas. Fue probado en Larkhill en febrero de 1912, pero evidentemente no tuvo éxito, ya que pronto fue reconstruido como un Boxkite estándar, estrellándose en noviembre del mismo año.
La producción continuó hasta 1914, con un total de 78 unidades construidas: 60 de ellas eran de la Military Version ampliada, una era de carreras (No. 44) y otra de la variante Voisin (No. 69); todos los aviones, excepto los últimos seis, se construyeron en Filton. Estos fueron construidos en Brislington por Bristol Tramways.

## Historial operacional

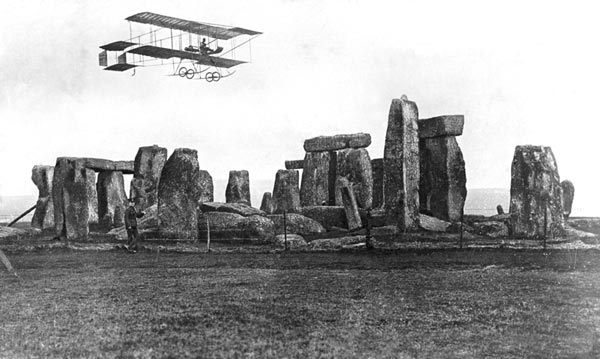
Postal que muestra un Bristol Boxkite volando sobre Stonehenge en Salisbury Plain.

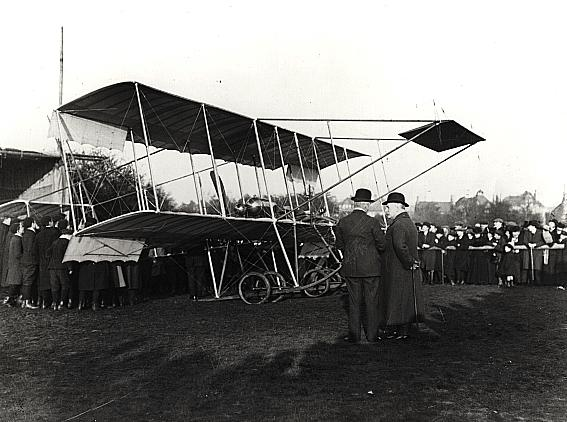
Boxkite en Durdham Down. Sir George White está de pie frente al avión.

Después del exitoso vuelo en Salisbury Plain, el No. 7 y un segundo avión, el No. 8, fueron enviados a Lanark para participar en la reunión de aviación celebrada allí en agosto. Estos aviones fueron luego asignados a las escuelas de vuelo de Bristol, el No. 7 en Brooklands y el No. 8 en Larkhill. En septiembre se completó y entregó un tercer avión en Larkhill, y ambos aparatos de Larkill participaron en las maniobras del Ejército celebradas en Salisbury Plain ese mes. El No. 8 fue volado por Bertram Dickson, que fue capturado por la caballería del equipo Azul cuando aterrizó para informar por teléfono, y el No. 9, por Robert Loraine. Este avión fue equipado con un transmisor de radio para realizar pruebas y fue el primer avión del Reino Unido en enviar un mensaje por radio.
Entre el 11 y el 16 de noviembre se realizaron una serie de vuelos de demostración en Bristol. Se construyeron hangares temporales en Durdham Down y, aunque los vuelos estaban limitados por las condiciones climáticas, una multitud de casi 10 000 personas vio a Maurice Tetard realizar un vuelo de quince minutos el sábado. Los vuelos más espectaculares se realizaron el martes siguiente, cuando se ejecutaron alrededor de diez vuelos entre las 7 y las 9 horas, incluido un vuelo de quince minutos de Tetard, durante el que sobrevoló el puente colgante de Clifton e hizo un circuito sobre los suburbios de Redland y Westbury. Las condiciones meteorológicas empeoraron y sólo se realizó un único vuelo por la tarde, cuando Tetard realizó un único circuito, interrumpiendo su vuelo debido a los vientos turbulentos provocados por la proximidad del desfiladero del Avon. El último día la multitud se reunió temprano, pero las condiciones del viento impidieron volar. A eso de las tres y media se anunció que no habría más vuelos, a pesar de lo cual Tetard realizó un corto vuelo en línea recta alcanzando no más de 20 pies de altitud, ganándose una "alegre ovación" de la multitud que entonces contaba con alrededor de 12 000 personas.
El 14 de marzo de 1911, el Ministerio de Guerra británico ordenó cuatro Boxkite para el planeado Batallón Aéreo de los Ingenieros Reales, el primer contrato de producción de aviones militares para las fuerzas armadas británicas. El primer ejemplar, propulsado por un motor Gnome de 50 hp,fue entregado en Larkhill el 18 de mayo de ese año. Más tarde ese mismo año se realizó un encargo de cuatro ejemplares más, que se usaron principalmente como modelo de entrenamiento. Continuaron en uso con el Batallón Aéreo y el Real Cuerpo Aéreo (RFC) hasta diciembre de 1912. Tras el estallido de la Primera Guerra Mundial, el RFC adquirió cuatro Boxkite más de la escuela de vuelo de Bristol en Brooklands; el último de ellos fue dado de baja en febrero de 1915. El Real Servicio Aéreo Naval (RNAS) también utilizó el Boxkite como entrenador, utilizándolo en sus escuelas de entrenamiento en Eastbourne, Eastchurch y Hendon hasta al menos 1915.
La mayoría de los aviones producidos se utilizaron en las escuelas de vuelo de Bristol en Brooklands y Larkhill, que fueron responsables de entrenar a casi la mitad de los pilotos que obtuvieron licencias en Gran Bretaña antes de la Primera Guerra Mundial; muchos pilotos distinguidos obtuvieron su licencia en un Boxkite, incluido el general de brigada Henderson, el primer comandante del Real Cuerpo Aéreo, que obtuvo su licencia después de menos de una semana de instrucción.

### Australia

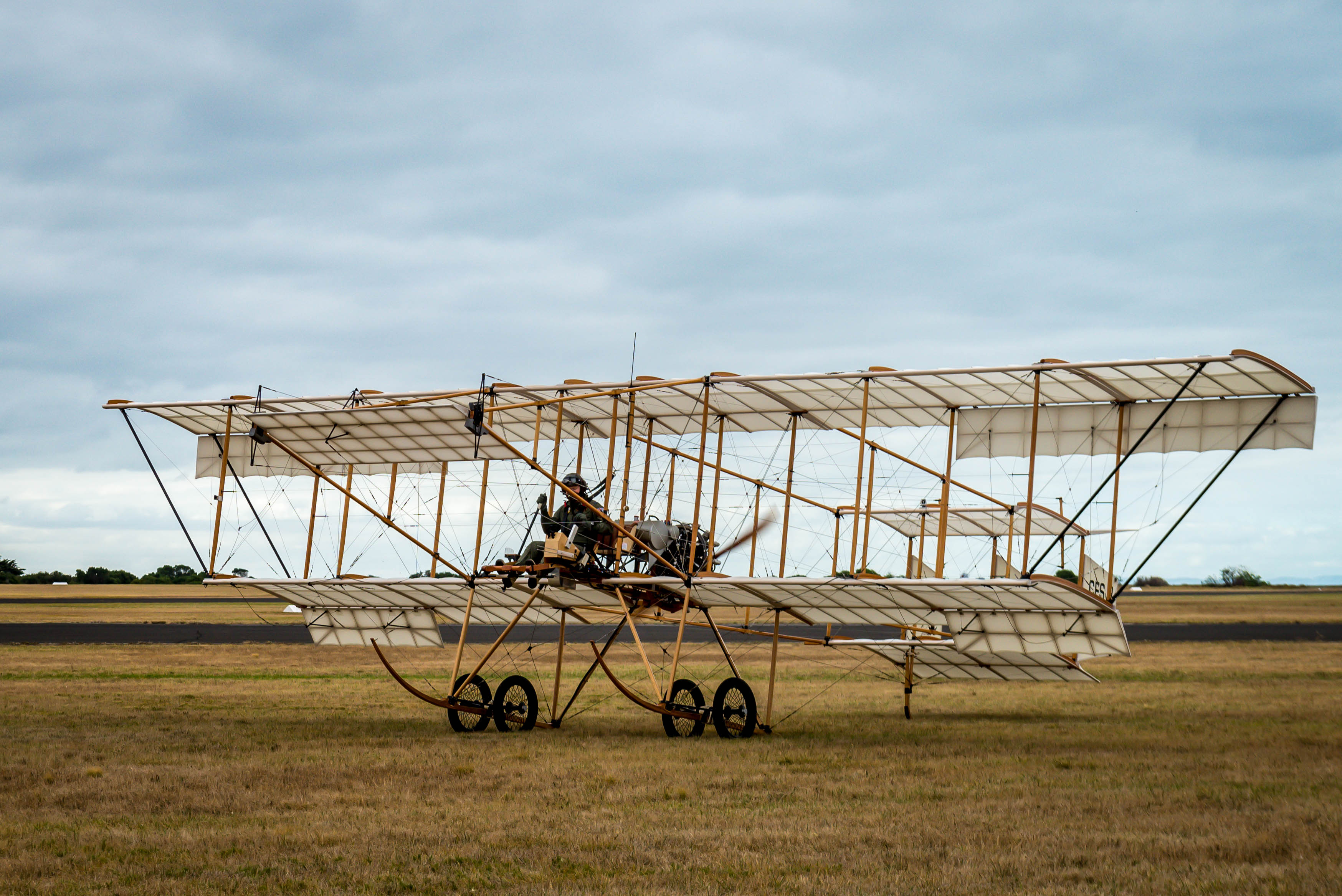
Réplica del Bristol Boxkite en el Museo de la RAAF.

A finales de noviembre se enviaron dos Boxkite a Australia para realizar una gira promocional, y en Australia, el No. 10 fue volado por primera vez por Joseph Hammond, que realizó el primer vuelo en avión en Australia Occidental desde el hipódromo de Belmont Park el 3 de enero de 1911. El 20 de febrero de 1911, Hammond realizó el primer vuelo de ida y vuelta entre ciudades de Australia, desde Altona Bay hasta Geelong en Victoria, y el 23 de febrero, también en Altona Bay, realizó el primer vuelo con pasajeros en Australia, llevando a su mecánico Frank Coles en un vuelo de 7 minutos y medio. Más tarde, ese mismo día, llevó a su esposa en un vuelo de 12 minutos y medio, convirtiéndola en la primera mujer en volar en Australia. Observadores oficiales del Ejército australiano observaron estas demostraciones y también realizaron vuelos. Aunque los informes fueron favorables, no se encargó ningún avión. Después de los vuelos en Melbourne, Hammond regresó a su casa en Nueva Zelanda y las demostraciones en Sídney fueron realizadas por su asistente, Leslie Macdonald, que llevó a un fotógrafo del Daily Telegraph en un vuelo de 25 minutos sobre Sídney el 6 de mayo, tomando las primeras fotografías aéreas realizadas en Australia. Hasta el 19 de mayo, el No. 10 había realizado 72 vuelos por un total de 765 millas; el No. 11, todavía en su caja, fue vendido a W.E. Hart de Penrith, Nueva Gales del Sur, que utilizó el avión para convertirse en el primer australiano en obtener una licencia de piloto en Australia.
El Boxkite sería encargado por la Central Flying School, la primera unidad de aviación militar en Australia, y el avión No. 133 realizaría el primer vuelo de la CFS, y el primer vuelo militar oficial australiano, el 1 de marzo de 1914, pilotado por el teniente Eric Harrison. Continuaría en servicio hasta su baja en 1917. El segundo Boxkite que entró en servicio en la CFS fue construido por la escuela misma, después de que Bristol dejara de tener disponible el avión bajo pedido, y así el Boxkite se convirtió en el primer avión militar ensamblado en Australia. En total, cuatro Boxkite prestarían servicio en la CFS, entrenando pilotos durante la Primera Guerra Mundial.

### India
Otros dos ejemplares fueron enviados a la India, incluido el No. 12, el primer Boxkite construido con un ala superior extendida. En la India, los primeros vuelos fueron realizados por Henri Jullerot en Calcuta el 6 de enero de 1911, ante una multitud de 100 000 personas. Fue invitado a participar en las maniobras de caballería en el Decán, que estaban a punto de tener lugar, y realizó varios vuelos llevando al capitán Sefton Brancker como su observador. También participó en las maniobras de caballería del norte en Karghpur. Las condiciones de vuelo allí eran exigentes, con muchos aterrizajes difíciles causados por el terreno, y finalmente el No. 9 fue canibalizado para proporcionar repuestos para mantener al No. 12 volando.

### Otras exportaciones
Los No. 27 y 28 fueron vendidos al belga Joseph Christiaens, que los utilizó para realizar el primer vuelo en avión en Singapur el 16 de marzo de 1911. Luego llevó el avión a Sudáfrica, donde se realizaron una serie de vuelos de exhibición en Pretoria, y Christiaens vendió el No. 28 a John Weston, que también se convirtió en el representante de la compañía Bristol en Sudáfrica. Se exportaron otros ejemplares a Alemania (2), España (2) y máquinas individuales a Rumania, India, Bulgaria y Suecia.

## Reproducciones volables
No ha sobrevivido ningún avión Bristol Boxkite original, pero el grupo F.G. Miles construyó tres reproducciones auténticas para la película Those Magnificent Men in Their Flying Machines. Estaban inicialmente propulsados por un motor bóxer Rolls-Royce Continental A65 de cuatro cilindros refrigerado por aire y 48 kW (65 hp), pero producía una potencia insuficiente, ya que las mayores RPM del motor de mediados del siglo XX que impulsaba una hélice moderna de diámetro pequeño era ineficiente a la baja velocidad aerodinámica alcanzada por el Boxkite. Por lo tanto, el motor bóxer de cuatro cilindros de 65 hp fue reemplazado por un Continental O-200-B de 67 kW (90 hp). Con el aumento de potencia, demostraron ser lo suficientemente capaces de volar como para usarse en vuelos de ida y vuelta entre los lugares de filmación. Otro tributo a la solidez del diseño es que los cálculos realizados con el fin de otorgar los necesarios Certificados de Aeronavegabilidad encontraron que el esfuerzo de diseño estaba muy cerca de los requisitos modernos. Después del rodaje, uno de ellos fue enviado al Bristol City Museum. Otro fue a la Colección Shuttleworth en Bedfordshire (donde aún vuela durante exhibiciones de vuelo, cuando el clima lo permite) y el tercero, al Museo de Vuelo del Ejército Australiano en Queensland.
Se construyó una réplica del Bristol Boxkite para el Salón Aeronáutico del Centenario de la Aviación Militar de Australia de 2014. Realizó su primer vuelo de pruebas el 11 de septiembre de 2013 en la base RAAF Williams, Point Cook. La réplica se construyó en el Museo de la RAAF durante un período de siete años y se puso en exhibición en el museo.

## Operadores militares
Australia
- La Central Flying School, del Cuerpo Aéreo Australiano en Point Cook, Victoria, Australia, operó cuatro Boxkite entre 1914 y 1918. El original fue construido por la British & Colonial Aeroplane Company en 1913. Un segundo encargo realizado en 1914 a Bristol no se cumplió y, en su lugar, la CFS construyó un segundo avión a partir de piezas en 1915. Se encargaron dos Boxkite XV en 1916 y fueron construidos por la Grahame-White Aviation Company.[24]

 Bulgaria
- Fuerza Aérea de Bulgaria

 España
- Aeronáutica Militar

 Imperio ruso
- Flota Aérea Militar Imperial

 Reino Unido
- Real Cuerpo Aéreo[32]
- Real Servicio Aéreo Naval

 Sudáfrica
- Fuerzas de Defensa de la Unión, Fuerza Aérea Sudafricana

 Rumania
- Real Fuerza Aérea Rumana

 Suecia
- Fuerza Aérea Sueca

## Especificaciones (Military Version)
Referencia datos: Bristol Aircraft Since 1910

### Características generales
- Tripulación: Dos (instructor y alumno)
- Longitud: 11,7 m (38,5 ft)
- Envergadura: 14,5 m (47,7 ft)
- Altura: 3,6 m (11,8 ft)
- Superficie alar: 48 m² (516,7 ft²)
- Peso vacío: 408 kg (899,2 lb)
- Peso cargado: 522 kg (1150,5 lb)
- Planta motriz: 1× motor radial de 7 cilindros refrigerado por aire Gnome Omega.
  - Potencia: 37 kW (51 HP; 50 CV)
- Hélices: Bipala de paso fijo

### Rendimiento
- Velocidad máxima operativa (Vno): 64 km/h (40 MPH; 35 kt)
- Carga alar: 10,8 kg/m² (2,2 lb/ft²)
- Potencia/peso: 0,071 kW/kg (0,043 hp/lb)

## Aeronaves relacionadas

### Aeronaves similares
- Curtiss Model D
- Short S.27
- Howard Wright 1910 Biplane